# Mała Syrenka 2: Powrót do morza
Mała syrenka 2: Powrót do morza (ang. The Little Mermaid II: Return to the Sea) – australijsko-kanadyjsko-amerykański film animowany Walta Disneya z 2000 roku, będący kontynuacją filmu Mała Syrenka (1989).
Film wydany w Polsce na kasetach wideo 4 kwietnia 2001 roku oraz na płytach DVD 11 kwietnia tego samego roku dzięki firmie Imperial Entertainment. Film również wydany na DVD z dystrybucją CD Projekt, na Blu-Ray z dystrybutorem Galapagos Films. Film wyemitowany w telewizji na kanałach: Puls 2, Disney Channel.

## Fabuła
Tym razem na początku filmu spotykamy Ariel z jej małą córką na statku. Ariel chce pokazać niemowlęciu wodny świat, tak jej bliski. Na jej spotkanie wypływają wszyscy starzy znajomi (między innymi Sebastian, Florek, a także Król Tryton), lecz, niestety, także wrogowie: Morgana – młodsza siostra Urszuli, która podstępem chce zdobyć trójząb i jej sługa Ogryzek – gigantyczny żarłacz tygrysi. Na szczęście nie udaje jej się to, ale zanim ktokolwiek zdążył zareagować, znika poprzysięgając zemstę na Królewskiej Rodzinie. Ariel postanawia, że ani ona, ani jej córka Melodia, nie mogą wejść do wody, dopóki Morgana będzie na wolności i każe wybudować mur oddzielający zamek od morza. Król Tryton odchodzi, ale każe krabowi Sebastianowi pilnować Melodii.
Mija 12 lat. Melodia wyrosła na młodą dziewczynę, która nade wszystko kocha ocean. Jak można się domyślić, znajduje tajne wyjście z zamku do oceanu i znajduje w wodzie naszyjnik z jej imieniem. Po niezbyt udanym przyjęciu otwiera go i widzi podwodny świat – Atlantykę i syreny. Jako że w domu nie może się niczego dowiedzieć, ucieka łódką w morze. Trafia do kryjówki Morgany, która przemienia dziewczynkę w syrenkę, ale mówi, że eliksir nie będzie działał wiecznie. Jedyny sposób, by dziewczyna mogła zatrzymać ogon, to zdobycie trójzęba. W tym samym czasie Ariel także wróciła do postaci syreny i przyłączyła się do podwodnych poszukiwań Melodii.
W końcu Melodia przy pomocy Chlupa i Chlapa (morsa i pingwina) wykradła trójząb i wróciła do Morgany. Jednak Ariel zjawiła się tam na czas. Zauważyła płaszczki, które śledziły Melodię i rozpoznała w nich sprzymierzeńców Morgany. Ariel prosi córkę, by oddała jej trójząb, ale Melodia, rozgoryczona tym, że matka ukrywała przed nią tak ważną rzecz, oddaje go Morganie i prawie w tym samym momencie zdaje sobie sprawę z tego, jak wielki błąd popełniła. Morgana zamyka ją w lodowej grocie, a sama wyrusza na spotkanie króla Trytona. W tym samym czasie eliksir Morgany przestaje działać i Melodia zmienia się z powrotem w dziewczynkę. Kiedy zaczyna już jej brakować tlenu, z pomocą przychodzą Chlup i Chlap. Ratują dziewczynę, która następnie odbiera Morganie trójząb i oddaje go dziadkowi. Morgana zostaje zamrożona i zepchnięta w morskie głębiny, mur oddzielający zamek od morza – usunięty, a świat wody i lądu znowu może żyć w zgodzie.

## Obsada
| Wersja angielska                                            | Postać           | Wersja polska          |
| ----------------------------------------------------------- | ---------------- | ---------------------- |
| Tara Strong                                                 | Melodia          | Joanna Jabłczyńska     |
| Jodi Benson                                                 | Ariel            | Beata Jankowska-Tzimas |
| Samuel E. Wright                                            | Sebastian        | Emilian Kamiński       |
| Pat Carroll                                                 | Morgana          | Stanisława Celińska    |
| Clancy Brown                                                | Ogryzek          | Jerzy Dominik          |
| Max Casella                                                 | Chlup            | Robert Rozmus          |
| Stephen Furst                                               | Chlap            | Adam Bauman            |
| Rob Paulsen                                                 | książę Eryk      | Jacek Kopczyński       |
| Kenneth Mars                                                | król Tryton      | Włodzimierz Bednarski  |
| Cam Clarke                                                  | Florek           | Cezary Kwieciński      |
| Kay E. Kuter                                                | Grimsby          | Wiesław Machowski      |
| René Auberjonois                                            | Louis            | Krzysztof Kołbasiuk    |
| Edie McClurg                                                | Carlotta         | Janina Traczykówna     |
| Dee Bradley Baker                                           | Płaszcz i Szpada | Jacek Jarosz           |
| Opracowanie i udźwiękowienie wersji polskiej: Studio Sonica |                  |                        |

## Lista piosenek z filmu
1. "Down to the Sea"
2. "Tip and Dash"
3. "Iko Iko"
4. "Octopus’s Garden"
5. "For a Moment"
6. "Give a Little Love"
7. "Hot, Hot, Hot"
8. "Here on the Land and Sea"